# باشگاه فوتبال الجیل
باشگاه فوتبال الجیل (عربی: نادي الجيل) یک باشگاه حرفه‌ای فوتبال در عربستان سعودی است که در شهر احساء قرار دارد.